# Aida Badeli
Aida Badeli, född 12 januari 1996 i Brämaregårdens församling i Göteborg, är en svensk miljöpartistisk politiker. Mellan 9 februari 2019 och 4 februari 2023 var hon språkrör för Grön Ungdom tillsammans med David Ling (2019–2022) och Rebecka Forsberg (2022–2023). Tidigare var hon ungdomsförbundets talesperson i mänskliga rättigheter. Hon har engagerat sig för förbud mot surrogatmödraskap, inrättandet av fler hatbrottsenheter och antirasism.
Badeli blev känd för den breda massan i samband med hennes debatt mot Martin Hallander i Agenda den 17 februari 2019.
Badeli har studerat statsvetenskap och har arbetat som politisk sekreterare för Bodil Valero (MP) i EU-parlamentet.